# Ghost Dad
Ghost Dad (em português, Papai Fantasma) é um filme de comédia dos Estados Unidos de 1990, dirigido por Sidney Poitier e protagonizado por Bill Cosby.

## Enredo
Elliot Hooper (Bill Cosby), um viúvo pai de 3 filhos, está prestes a obter uma promoção em sua empresa e também a ganhar um carro. Após esquecer o aniversário de sua filha, Diane (Kimberly Russell), promete que daria o veículo para ela depois que conseguir a promoção. Depois que sofre um acidente de táxi e entra em coma, o espírito de Elliot sai do corpo e começa a vagar igual a um fantasma.
Após a família de Elliot sair do hospital, ele percebe que Curtis Burch (Raynor Scheine), que dirigira o táxi no acidente, estava novamente atrás do volante. Empolgado em reencontrar seu "Mestre do Mal", Burch devolve a carteira para Elliot e diz que faria tudo o que ele pedisse. Porém, Elliot manda-o "para o inferno" e que sentasse em brasas incandescentes "até que nevasse". Curtis vai embora depois de aceitar a proposta, e os Hoopers saem do hospital.

## Elenco
- Bill Cosby – Elliot Hooper
- Kimberly Russell – Diane Hooper
- Denise Nicholas – Joan
- Salim Grant – Danny Hooper
- Brooke Fontaine – Amanda Hooper
- Ian Bannen – Sir Edith
- Christine Ebersole – Carol
- Barry Corbin – Emery Collins
- Dana Ashbrook – Tony Ricker
- Omar Gooding – Stuart
- Arnold Stang – Sr. Cohen
- Dakin Matthews – Sr. Seymour
- Raynor Scheine – Curtis Burch
- Brian Stokes Mitchell – Professor
- Donzaleigh Abernathy – Enfermeira
- George Ganz – Sr. Nero
- Cyndi James Gossett – Médica
- Josef Hajduk – Estudante #1
- Kevin Lee – Estudante #2
- Becky Katzen – Estudante #3
- Bryant Edwards – Estudante #4
- Trenton Teigen – Estudante #5
- Mary Munday – Executivo #1
- Norman Merrill – Executivo #2
- Ted Hayden – Executivo #3
- Raymond E. Foti – Executivo #4
- Frank Biro – Executivo #5
- Amy Hill – Enfermeira #1
- Patrika Darbo – Enfermeira #2
- Kenny Ford Jr. – Rapaz #1
- Adam Jeffries – Rapaz #2
- Austin Garrett – Rapaz #3
- Douglas Johnson – Técnico de laboratório
- James McIntire – Xerife
- Eric Menyuk – Médico
- Rita Vassallo – Enfermeira #1
- Jeanne Mori – Enfermeira #2
- Jizelle Morris – Garota
- Pamela Poitier – Enfermeira Satler
- Robin Pearson Rose – Administrador do hospital
- Becky Sweet – Classmate
- Robert Covarrubias – Homem na sala de espera
- Meredith Gordon – Mulher no táxi
- Cedric Scott – Locutor de rádio
- John C. McDonnell – Paciente (não creditado)
- Kyle Pittman – Garoto (não creditado)

## Curiosidades
Durante as filmagens de Ghost Dad, Steve Martin era o intérprete de Elliot Hooper, enquanto John Badham era o diretor.
Entretanto, a dupla abandonou as gravações por motivos desconhecidos, e a Universal Pictures escalou o também ator Sidney Poitier para dirigir o filme, e Bill Cosby passaria a interpretar Elliot. Ghost Dad foi, também, o último filme dirigido por Poitier em sua carreira.